# 클리크 걸즈
클리크 걸즈(Clique Girlz)는 미국의 걸 그룹이다. 그룹 결성 당시 멤버는 자매인 데스트니, 패리스, 애리얼로 구성되어 있었다. 2009년 애리얼이 개인 사정으로 팀을 탈퇴하였고 새로운 멤버 세라를 영입하였으나 얼마되지 않아 팀을 탈퇴하였다. 2009년 팀은 해체하였다.

## 전 멤버

### 패리스 먼로
Paris Quinn Monroe가 본명이고, 활동은 2004년–2009년까지했다. 1996년 1월 9일생이며, 태어난곳은 미국 뉴저지주 에그 하버 타운십이다.

### 데스트니 먼로
Destinee Rae Monroe가 본명이고, 활동은 2004년–2009년까지했다. 1994년 6월 16일생이며, 태어난곳은 미국 뉴저지 에그 하버 타운십이다.

### 아리엘 무어
Ariel Alexis Moore가 본명이고, 활동은 2004년-2009년까지했다. 1995년 7월 27일생이다. 아리엘은 새로운 걸그룹 No More Drama(N.M.D)에 영입 되었다.

### 세라 다이아몬드
Sara Maxine Diamond가 본명이고, 활동은 2009년에 영입되어 활동하다 탈퇴하였다. 1995년 1월 5일생이다.

### 디스코그래피
- 2008: Clique Girlz (EP)
- 2008: Incredible (Japan only)